# Polygala amboniensis
Polygala amboniensis är en jungfrulinsväxtart som beskrevs av Gürke. Polygala amboniensis ingår i släktet jungfrulinssläktet, och familjen jungfrulinsväxter. Inga underarter finns listade i Catalogue of Life.